# Gert Marcus

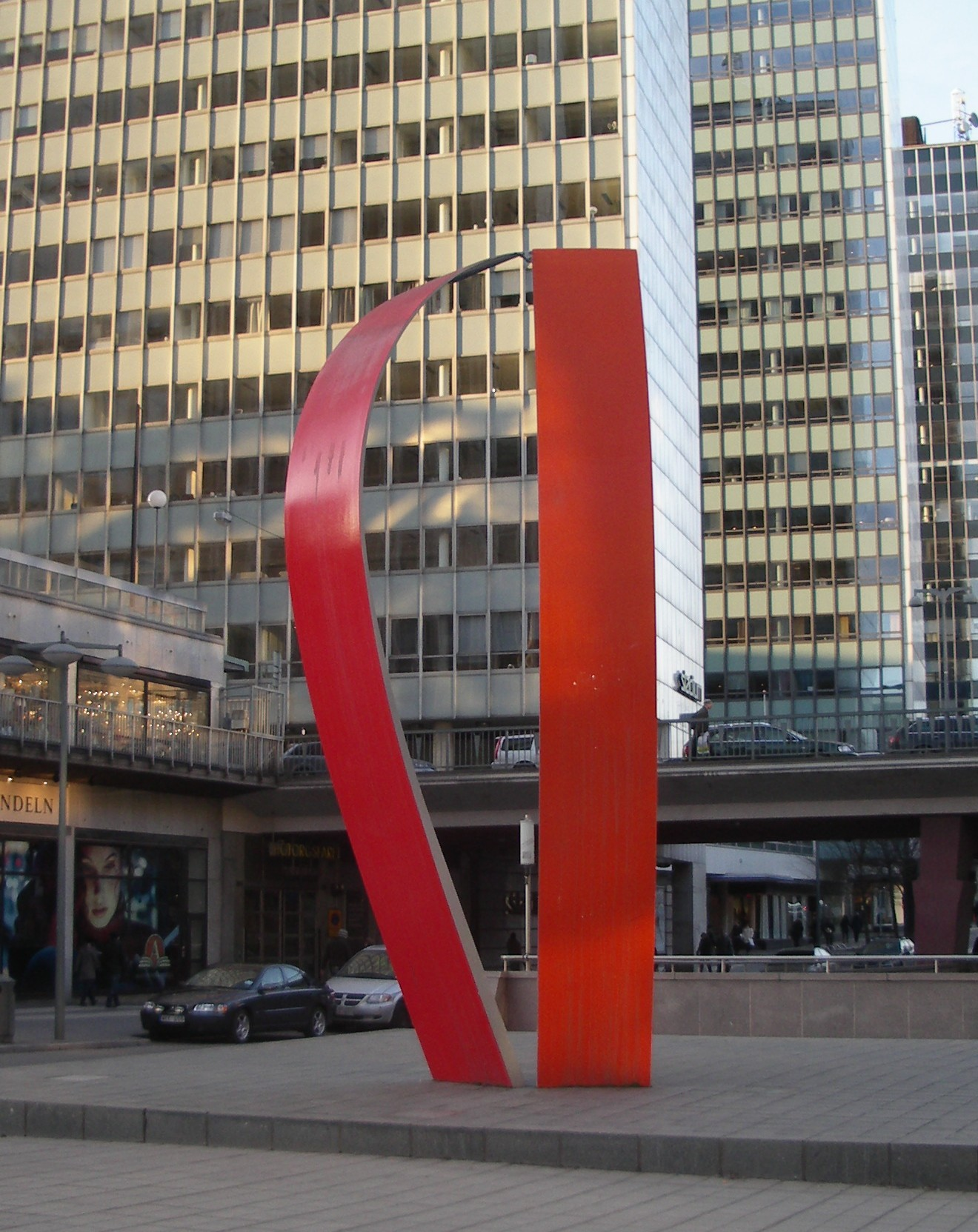
Di-eder bei Sergels Torg in Stockholm

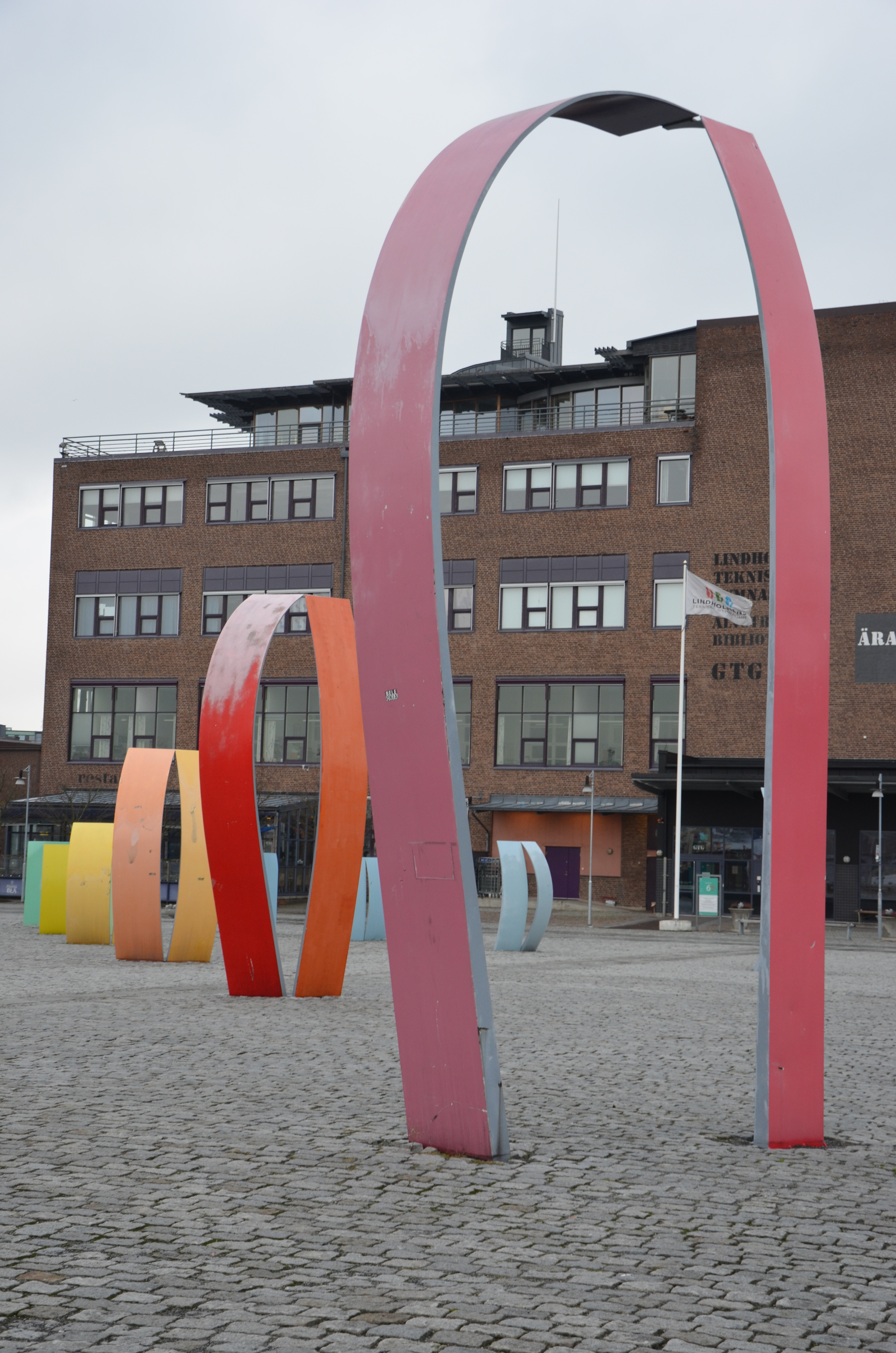
Die Sequenz von Di-eder in Lindholmen in Göteborg

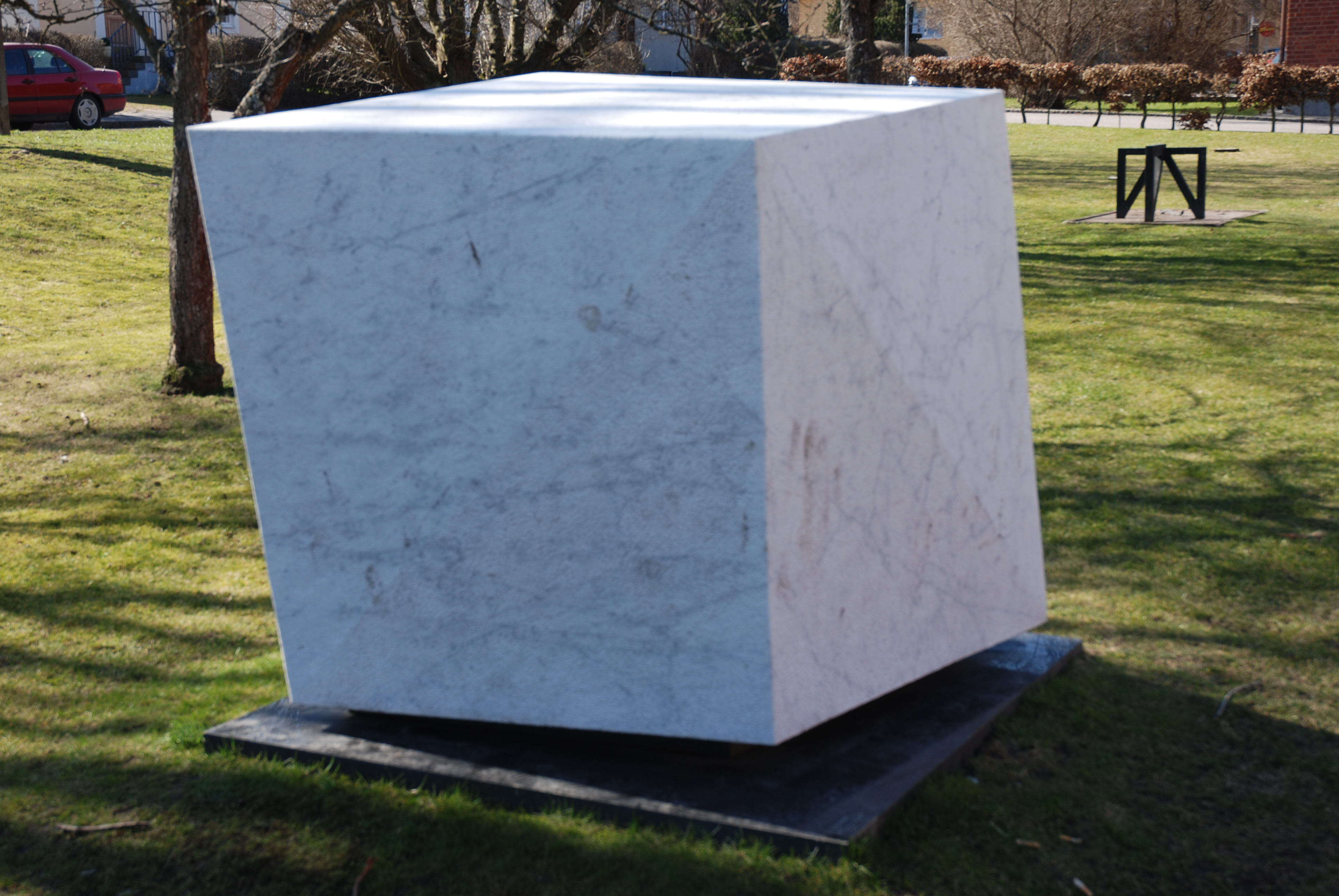
Körper und Linie vor dem Kunstmuseum Norrköping

Gert Olof Marcus (* 10. November 1914 in Groß Borstel in Hamburg; † 23. Dezember 2008 in Stockholm) war ein deutsch-schwedischer Maler und Bildhauer.

## Leben
Gert Marcus wurde in Deutschland als Sohn des deutschen Anwalts Paul Marcus und der schwedischen Hilda Maria Dahl geboren. Er war von Anfang an Maler und interessierte sich dafür, wie man Distanz und Volumen nur mit reinen Farben schafft, ohne sie mit Schwarz oder Weiß zu mischen.
Neben einigen Monaten 1936–37 in der Malschule von Otte Sköld und einer Zeit im Ateneum in Helsinki 1937–1938 war Gert Marcus Autodidakt. Er wurde einer der konsequentesten Konkretisten Schwedens, obwohl er selbst auf Allismen verzichtete. Im Oktober 1933, wenige Monate vor seinem Abitur an der Lichtwarkschule flüchtete er mit seinem jüngeren Bruder Holger mit dem Fahrrad nach Frederikshavn in Dänemark. Von dort weiter nach Stockholm, wo Verwandte seiner Mutter lebten. Ab 1933 lebte er in Stockholm, aber auch lange Zeit in Menton, der Bretagne, Paris und Massa-Carrara in Italien.
Er zeigte früh Interesse an Paul Cézannes Malerei, wie man Räumlichkeit und Volumen nur mit Hilfe von reinen Farben und ohne Verwendung der Renaissance-Perspektive schafft. Als Ergebnis entwickelte Gert Marcus eine Farbtheorie, der er in seiner gesamten Kunst treu bleiben würde. 1955 lernte er in Paris die Künstler Michel Seuphor, Nicolas Schöffer und Georges Vantongerloo kennen. Mit letzterem entwickelte Marcus eine lange und lohnende Freundschaft. Der Briefwechsel zwischen ihnen wurde im Jahr 2000 von der Akademie der Künste veröffentlicht.
In den 1950er Jahren erhielt Gert Marcus mehrere wichtige Aufträge. Er fertigte 1954 eine Mosaikwand in der St.-Michael-Kapelle in Mora, 1957 ein Mosaik in Stockholms Polizeihaus, 1959 eine Chorwand in der Vantör Kirche in Stockholm und 1959 ein Mosaik aus Glas im Foyer des Sergelteatern. Letzteres soll in einem zukünftigen Museum errichtet werden.
Er war ab 1975 mit der Künstlerin Françoise Ribeyrolles-Marcus (* 1944) verheiratet.

## Die „Initiative Marcus und Dahl“
2017 gründeten Einwohner von Groß Borstel aus dem Umfeld des „Kommunalvereins“ eine neue Gesellschaft, „Initiative Marcus und Dahl“, mit dem Ziel, das Interesse an der Arbeit von Gert Marcus und seinem Bruder Ingolf Dahl sowie anderen Künstlern, die in Groß-Borstel leben oder arbeiten oder gelebt oder gearbeitet haben, wiederzubeleben. Im November 2017 benannte der Hamburger Senat die neue Gert-Marcus-Straße in der Nähe des Familienhauses aus der Zeit vor dem Zweiten Weltkrieg nach ihm. Dabei wurde Gert Marcus als einer der wichtigsten schwedischen Bildhauer bezeichnet und als Verfolgter des Nationalsozialismus, der in den 1930er Jahren nach Schweden immigriert war.

## Öffentliche Arbeiten in Auswahl
- Kreuzmosaik und Kreuzkomposition, Sgraffito, 1954, St.-Michael-Kapelle in Mora
- Kreuzmosaik, 1958–1859, in Vantörs Kirche in Stockholm
- Eine interne Abteilung, 1965–1966, Santelena Marmor und Diabas, Karlaplan in Stockholm
- Färbung von Hausfassaden in Flemingsberg in Huddinge, sprühlackiertes Blech, 1973
- Körper und Linie, Carraramarmor, 1982, Stadsparken in Lund
- Mein Platz, Carrara-Marmor, 1983–1984, Hjelmsjöfabrikens Park in Örkelljunga
- Farbraum, lackiertes Aluminium, 1984, Sankt Görans Krankenhaus in Stockholm
- Cubo centrifugo-centripeto, Carrara-Marmor, 1984–1985, Skulpturenpark vor dem Kunstmuseum Norrköping
- Die di-eder Sequenz[5], zwölf Teile, lackierte Stahlplatte, 1968–1969, 1994 am Lindholmens Kai in Göteborg errichtet
- Entwurf von Bagarmossen (U-Bahnstation) in Stockholm (1990–94), Glas, Farblaminat, grauer Marmorboden
- Dieder, lackiertes Stahlblech, 1966–1968, errichtet 1998 bei Sergels Torg in Stockholm
- Die Erweiterung des Kreises, 1999, Marmor, Skulpturenhof der Skissernas-Museen in Lund
- Sfera-Zentripeta-Zentrifuge, 1971, Marmor, installiert 2000 in Turano Lodigiano in der Lombardei, Italien
- Farbabstände oder drei Schritte vom unbekannten Plexiglas, 2002, der Flemingsberg-Bibliothek in Huddinge
- Vertikale Einheit, 2005, Sigfrids Friedhof in Borås
- Drei Einheiten, Friedenspark in Eilat, Israel
- Marcus ist im Stockholmer Nationalmuseum vertreten.

Quelle: